# Ronde van Slovenië 2012
De Ronde van Slovenië 2012 (Sloveens: "Dirka po Sloveniji 2012") werd verreden van donderdag 14 juni tot en met zondag 17 juni in Slovenië. Het was de 19e editie van de rittenkoers, die sinds 2005 deel uitmaakt van de UCI Europe Tour (categorie 2.1).

## Etappe-overzicht
| etappe | datum   | start – finish               | afstand  | type                | winnaar            | klassementsleider  |
| ------ | ------- | ---------------------------- | -------- | ------------------- | ------------------ | ------------------ |
| 1e     | 14 juni | Celje – Novo Mesto           | 152 km   | Heuvelrit           | Simone Ponzi       | Simone Ponzi       |
| 2e     | 15 juni | Kočevje – Metlika            | 177,4 km | Heuvelrit           | Daryl Impey        | Simone Ponzi       |
| 3e     | 16 juni | Ivančna Gorica – Škofja Loka | 219 km   | Bergrit             | Domenico Pozzovivo | Domenico Pozzovivo |
| 4e     | 17 juni | Ljubljana – Ljubljana        | 17,8 km  | Individuele tijdrit | Kristjan Koren     | Janez Brajkovič    |

## Klassementsleiders
| Etappe      | Winnaar                       | Algemeen           | Punten                      | Berg             | Jongeren             | Ploegen               |
| ----------- | ----------------------------- | ------------------ | --------------------------- | ---------------- | -------------------- | --------------------- |
| 1           | Simone Ponzi                  | Simone Ponzi       | Simone Ponzi                | Klemen Štimulak  | Arthur Vanoverberghe | niet toegekend        |
| 2           | Daryl Impey                   | Simone Ponzi       | Simone Ponzi                | Klemen Štimulak  | Jan Polanc           | niet toegekend        |
| 3           | Domenico Pozzovivo            | Domenico Pozzovivo | Simone Ponzi                | Preben Van Hecke | Jan Polanc           | niet toegekend        |
| 4           | Kristjan Koren Adriano Malori | Janez Brajkovič    | Kristjan Koren Simone Ponzi | Preben Van Hecke | Jan Polanc           | Loborika Favorit Team |
| Eindstanden | Eindstanden                   | Janez Brajkovič    | Kristjan Koren Simone Ponzi | Preben Van Hecke | Jan Polanc           | Loborika Favorit Team |

## Etappe-uitslagen

### 1e etappe
| Celje – Novo Mesto (164 km) |               |                              |            |
| Plaats                      | Naam          | Ploeg                        | Tijd       |
| Winnaar                     | Simone Ponzi  | Astana                       | 3u 46' 18" |
| 2                           | Marko Kump    | Adria Mobil                  | +00' 04"   |
| 3                           | Daniele Ratto | Liquigas-Cannondale          | +00' 06"   |
|                             |               |                              |            |
| 7                           | Pieter Serry  | Topsport Vlaanderen-Mercator | z.t.       |
| 63                          | Jens Mouris   | Orica-GreenEdge              | +01' 04"   |

### 2e etappe
| Kočevje – Metlika (177,4 km) |              |                              |            |
| Plaats                       | Naam         | Ploeg                        | Tijd       |
| Winnaar                      | Daryl Impey  | Orica-GreenEdge              | 4u 26' 55" |
| 2                            | Simone Ponzi | Astana                       | z.t.       |
| 3                            | Diego Ulissi | Lampre-ISD                   | z.t.       |
|                              |              |                              |            |
| 11                           | Pieter Serry | Topsport Vlaanderen-Mercator | z.t.       |
| 86                           | Jens Mouris  | Orica-GreenEdge              | +09' 41"   |

### 3e etappe
| Ivančna Gorica – Škofja Loka (219 km) |                    |                  |            |
| Plaats                                | Naam               | Ploeg            | Tijd       |
| Winnaar                               | Domenico Pozzovivo | Colnago-CSF Inox | 5u 46' 21" |
| 2                                     | Janez Brajkovič    | Astana           | z.t.       |
| 3                                     | Kristjan Koren     | Lampre-ISD       | +01' 47"   |
|                                       |                    |                  |            |
| 10                                    | Kevin Seeldraeyers | Astana           | z.t.       |
| 85                                    | Jens Mouris        | Orica-GreenEdge  | +29' 18"   |

### 4e etappe
| Ljubljana – Ljubljana (individuele tijdrit over 17,8 km) |                    |                     |          |
| Plaats                                                   | Naam               | Ploeg               | Tijd     |
| Winnaar                                                  | Kristjan Koren     | Liquigas-Cannondale | 20' 31"  |
| 2                                                        | Adriano Malori     | Lampre-ISD          | +00' 01" |
| 3                                                        | Daryl Impey        | Orica-GreenEdge     | +00' 17" |
|                                                          |                    |                     |          |
| 5                                                        | Jens Mouris        | Orica-GreenEdge     | +00' 25" |
| 35                                                       | Kevin Seeldraeyers | Astana              | +01' 28" |

## Eindklassementen

### Algemeen klassement
| Ronde van Slovenië 2012 |                    |                           |           |
| Plaats                  | Naam               | Ploeg                     | Tijd      |
| Blauwe trui             | Janez Brajkovič    | Astana                    | 14u20'42" |
| 2                       | Domenico Pozzovivo | Colnago-CSF Inox          | +00' 06"  |
| 3                       | Kristjan Koren     | Liquigas-Cannondale       | +01' 16"  |
| 4                       | Bruno Pires        | Team Saxo Bank            | +02' 12"  |
| 5                       | Matteo Rabottini   | Farnese Vini-Selle Italia | +02' 23"  |
| 6                       | Dominik Nerz       | Liquigas-Cannondale       | +02' 35"  |
| 7                       | Jure Golčer        | Tirol Cycling Team        | +02' 39"  |
| 8                       | Daniele Ratto      | Liquigas-Cannondale       | +02' 45"  |
| 9                       | Tomaž Nose         | Adria Mobil               | z.t.      |
| 10                      | Winner Anacona     | Lampre-ISD                | +02' 51"  |
|                         |                    |                           |           |
| 12                      | Kevin Seeldraeyers | Astana                    | +02' 55"  |
| 70                      | Jens Mouris        | Orica-GreenEdge           | +40' 01"  |

### Puntenklassement
| Ronde van Slovenië 2012 |                |                     |        |
| Plaats                  | Naam           | Ploeg               | Punten |
| Groene trui             | Kristjan Koren | Liquigas-Cannondale | 65     |
| 2                       | Simone Ponzi   | Astana              | 45     |
| 3                       | Daniele Ratto  | Liquigas-Cannondale | 44     |

### Bergklassement
| Ronde van Slovenië 2012 |                  |                              |        |
| Plaats                  | Naam             | Ploeg                        | Punten |
| Bolletjestrui           | Preben Van Hecke | Topsport Vlaanderen-Mercator | 30     |
| 2                       | Klemen Štimulak  | Radenska                     | 25     |
| 3                       | Janez Brajkovič  | Astana                       | 12     |

### Jongerenklassement
| Ronde van Slovenië 2012 |                       |                              |           |
| Plaats                  | Naam                  | Ploeg                        | Tijd      |
| Witte trui              | Jan Polanc            | Radenska                     | 14u27'24" |
| 2                       | Kevin De Jonghe       | Topsport Vlaanderen-Mercator | +10' 58"  |
| 3                       | Arthur Van Overberghe | Topsport Vlaanderen-Mercator | +11' 11"  |

## Notes
1. 1 2 3 4  Alle resultaten van Kristjan Koren uit 2011 en 2012 zijn vervolgens in 2019 verwijderd vanwege dopinggebruik.

1993 · 1994 · 1995 · 1996 · 1997 · 1998 · 1999 · 2000 · 2001 · 2002 · 2003 · 2004 · 2005 · 2006 · 2007 · 2008 · 2009 · 2010 · 2011 · 2012 · 2013 · 2014 · 2015 · 2016 · 2017 · 2018 · 2019 · 2020 · 2021 · 2022 · 2023 · 2024
Etappewedstrijden

 Ster van Bessèges · 
 Ronde van de Middellandse Zee · 
 Ruta del Sol · 
 Ronde van de Algarve · 
 Ronde van de Haut-Var · 
 Driedaagse van West-Vlaanderen · 
 Internationale Wielerweek · 
 Internationaal Wegcriterium · 
 Driedaagse van De Panne-Koksijde · 
 Ronde van de Sarthe · 
 Ronde van Trentino · 
 Ronde van Turkije · 
 Ronde van Asturië · 
 Vierdaagse van Duinkerke · 
 Ronde van Azerbeidzjan · 
 Szlakiem Grodòw Piastowskich · 
 Ronde van Castilië en León · 
 Ronde van Picardië · 
 Ronde van Noorwegen · 
 World Ports Classic · 
 Ronde van Beieren · 
 Ronde van België · 
 Tour des Fjords · 
 Ronde van Estland · 
 Ronde van Luxemburg · 
 Boucles de la Mayenne · 
 Ster ZLM Toer · 
 Ronde van Slovenië · 
 Route du Sud · 
 Ronde van Oostenrijk · 
 Sibiu Cycling Tour · 
 Ronde van Wallonië · 
 Ronde van Portugal · 
 Ronde van Denemarken · 
 Ronde van de Ain · 
 Ronde van Burgos · 
 Arctic Race of Norway · 
 Ronde van de Limousin · 
 Ronde van Poitou-Charentes · 
 Wielerweek van Lombardije · 
 Ronde van Groot-Brittannië · 
 Ronde van Gévaudan Languedoc-Roussillon · 
 Eurométropole Tour
Eendaagse wedstrijden

 GP La Marseillaise · 
 Grote Prijs van de Etruskische Kust · 
 Trofeo Palma · 
 Trofeo Ses Salines · 
 Trofeo Serra de Tramuntana · 
 Trofeo Platja de Muro · 
 Trofeo Laigueglia · 
 Ronde van Murcia · 
 Omloop Het Nieuwsblad · 
 Classic Sud Ardèche · 
 GP Lugano · 
 Clásica de Almería · 
 Kuurne-Brussel-Kuurne · 
 La Drôme Classic · 
 Le Samyn · 
 GP Città di Camaiore · 
 Strade Bianche · 
 Roma Maxima · 
 Ronde van Drenthe · 
 Dwars door Drenthe · 
 Nokere Koerse · 
 GP Nobili Rubinetterie · 
 Handzame Classic · 
 Classic Loire-Atlantique · 
 Grote Prijs van Cholet-Pays de Loire · 
 Dwars door Vlaanderen · 
 Route Adélie de Vitré · 
 Volta Limburg Classic · 
 Grote Prijs Miguel Indurain · 
 Ronde van La Rioja · 
 Scheldeprijs · 
 GP Pino Cerami · 
 Klasika Primavera · 
 Parijs-Camembert · 
 Brabantse Pijl · 
 GP Denain · 
 Ronde van de Finistère · 
 Tro Bro Léon · 
 Ronde van Keulen · 
 La Roue Tourangelle · 
 Rund um den Finanzplatz Eschborn-Frankfurt · 
 Ronde van de Somme · 
 ProRace Berlin · 
 Grote Prijs van Plumelec · 
 Boucles de l'Aulne · 
 Ronde van Zeeland Seaports · 
 Trofeo Melinda · 
 GP Kanton Aargau · 
 Ronde van Limburg · 
 Ronde van de Apennijnen · 
 Halle-Ingooigem · 
 Trofeo Matteotti · 
 Prueba Villafranca de Ordizia · 
 GP Industria & Artigianato-Larciano · 
 Ronde van Toscane · 
 Circuito de Getxo · 
 Polynormande · 
 RideLondon Classic · 
 GP Stad Zottegem · 
 Dutch Food Valley Classic · 
 Châteauroux Classic de l'Indre · 
 Druivenkoers Overijse · 
 Ronde van Veneto · 
 Schaal Sels · 
 Memorial Rik Van Steenbergen · 
 Brussels Cycling Classic · 
 GP Fourmies · 
 Ronde van de Doubs · 
 GP Jef Scherens · 
 Coppa Bernocchi · 
 Coppa Agostoni · 
 GP van Wallonië · 
 Ronde van de Drie Valleien · 
 Kampioenschap van Vlaanderen · 
 Memorial Marco Pantani · 
 Grote Prijs Impanis-Van Petegem · 
 GP van Isbergues · 
 GP Industria & Commercio di Prato · 
 Omloop van het Houtland · 
 Duo Normand · 
 Milaan-Turijn · 
 Ronde van Piëmont · 
 Ronde van het Münsterland · 
 Pro Cycling Marathon · 
 Ronde van de Vendée · 
 Memorial Frank Vandenbroucke · 
 Coppa Sabatini · 
 Parijs-Bourges · 
 Ronde van Emilia · 
 GP Beghelli · 
 Parijs-Tours · 
 Nationale Sluitingsprijs · 
 Ronde van Romagna · 
 Chrono des Nations